# 銀泉岸 (佛羅里達州)
銀泉岸（英語：Silver Springs Shores）是位於美國佛羅里達州馬里昂縣的一個人口普查指定地區。

## 地理
銀泉岸的座標為29°06′05″N 82°00′45″W / 29.10139°N 82.01250°W，而該地最高點為海拔高度29米（即95英尺）。

## 人口
根據2010年美國人口普查的數據，銀泉岸的面積為12.50平方千米，當中陸地面積為12.40平方千米，而水域面積為0.10平方千米。當地共有人口3529人，而人口密度為每平方千米282人。